# 三尻線
三尻線（日语：／ Mikajiri sen */?）為秩父鐵道連接埼玉縣深谷市武川站至埼玉縣熊谷市三尻站的貨物線鐵道。

## 路線資料
- 路線距離（營業距離）：3.7km
- 軌距：1067毫米
- 站數：2個（包括起終點站、貨物站）
- 複線路段：沒有（全線單線）
- 電氣化路段：全線電氣化（直流電1500V）
- 閉塞方式：自動閉塞式
- 最高速度：50公里/小時[1]

## 運行形態
全線為貨物線，只有貨運列車運行而未有客運列車行駛。業務為將影森車站或武州原谷車站運送之水泥原料石灰石轉運至從運到位在三尻站的工廠。

## 歷史
由於上越新幹線的建設以及熊谷車站貨物裝卸業務的廢除，並新建立熊谷貨物總站，因此三尻線才得以建造。
除了熊谷貨物總站付近的路線，其於路線沿用1962年7月6日竣工的秩父水泥（今太平洋水泥）熊谷工場専用線（武川 - 熊谷工場 - 籠原、熊谷工場 - 籠原為非電化路線），全線於1979年10月1日開通營運。
而東武鐵道的新列車亦會在熊谷貨物總站駛出並經由秩父本線前往東武本線羽生站及東上本線寄居站
2020年3月14日宣佈廢止由熊谷貨物總站發車之煤礦輸送列車，而同年9月30日其他種類之貨物列車亦將依序停駛；2020年3月26日秩父鐵道則以未來貨物運輸前景不明及施備老化為由，提出熊谷貨物總站至三尻站段廢線手續的申請，同年12月31日熊谷貨物總站－三尻站正式廢線。

## 車站列表

### 主線
| 中文站名     | 日文站名 | 累計距離 | 接續路線                                      | 所在地 |
| ------------ | -------- | -------- | --------------------------------------------- | ------ |
| 武川         |          | 0.0      | 秩父鐵道：■ 秩父本線 太平洋水泥：熊谷工場側線 | 深谷市 |
| 三尻（貨）   |          | 3.7      |                                               | 熊谷市 |
| 熊谷貨物總站 |          | 7.6      | 東日本旅客鐵道：■ 高崎線                      | 熊谷市 |

### 側線
| 中文站名 | 日文站名 | 接續路線                     | 所在地 |
| -------- | -------- | ---------------------------- | ------ |
| 武川     |          | 秩父鐵道：■ 秩父本線、三尻線 | 深谷市 |
| 熊谷工場 |          |                              | 熊谷市 |